# Abbaye Sainte-Edwige
 (février 2016).
Si vous disposez d'ouvrages ou d'articles de référence ou si vous connaissez des sites web de qualité traitant du thème abordé ici, merci de compléter l'article en donnant les références utiles à sa vérifiabilité et en les liant à la section « Notes et références ».
L'abbaye Sainte-Edwige est une ancienne abbaye cistercienne féminine située à Trzebnica (avant 1945: Trebnitz) en Silésie, aujourd'hui en Pologne. C'était la première abbaye féminine de Silésie. Elle a subsisté, jusqu'à sa sécularisation en 1810. Elle est achetée en 1899 par la congrégation des Sœurs de la Charité de Saint Charles Borromée qui en fait sa maison mère, jusqu'en 1945. Les religieuses sont dispersées lorsque la population allemande est expulsée après la Seconde Guerre mondiale, mais des religieuses polonaises de la congrégation parviennent à s'y installer quelque temps plus tard.
Le tombeau d'Edwige de Silésie se trouve dans l'ancienne abbatiale, devenue basilique mineure et sanctuaire international.

## Histoire
Les cisterciennes sont appelées en 1202 par le duc de Silésie, Henri le Barbu, à la demande de sa femme Edwige de Silésie. L'abbaye est richement dotée par le couple ducal et reçoit différents privilèges. La consécration de l'abbaye a lieu le 23 juin 1203 en présence de l'évêque de Bamberg, Eckbert d'Andechs, qui est le frère de sainte Edwige. La première abbesse est Petrussa de l'abbaye de Kitzingen, à laquelle succède l'abbesse Gertrude, fille de sainte Edwige. Devenue veuve en 1238, cette dernière s'installe à l'abbaye de Trebnitz et y est enterrée après sa mort.
Jusqu'en 1515, les abbesses sont issues de la maison princière des Piast et ensuite de la haute noblesse. Un certain nombre de membres de la famille Piast y sont inhumés. En 1672, l'abbaye abrite trente-six religieuses de chœur et six sœurs converses. En 1805, à l'époque des guerres napoléoniennes, elles sont vingt-trois religieuses de chœur et six sœurs converses.
L'abbaye a traversé nombre d'épreuves : disettes en 1315, 1338, 1434 et 1617 ; incendies en 1413, 1432, 1464, 1486, 1505, 1585 et 1782. À l'époque de la Réforme protestante, la majorité des religieuses appartiennent à la noblesse polonaise, ce n'est plus le cas au XVIIIe siècle, où elles sont d'ascendance allemande, autrichienne, polonaise ou moravienne et d'autres États de la Maison d'Autriche. Elles trouvent refuge pendant une partie de la guerre de Trente Ans en Pologne, ainsi qu'en 1663 devant la menace turque. Lorsque Frédéric le Grand obtient la Silésie en 1742 perdue par l'Autriche vaincue par lui au début de la guerre de Succession d'Autriche, les religieuses ne bénéficient plus de la protection des souverains et l'abbaye entre en décadence. La dernière abbesse, Dominica von Giller, meurt le 17 août 1810 et la Prusse sécularise l'abbaye quelques mois plus tard, le 30 octobre 1810. Les bâtiments qui s'étendent sur une grande surface sont vendus à une manufacture textile. L'abbatiale devient simple église paroissiale. En 1870, l'ancienne abbaye décrépite est achetée par les frères hospitaliers, puis l'aile nord est vendue par eux en 1899 aux borroméennes de Neisse qui en font un hôpital et leur maison mère, puis rachètent l'ensemble des bâtiments.
Les religieuses, allemandes, sont expulsées à Görlitz après la Seconde Guerre mondiale, la région étant attribuée à la Pologne. Plus tard des religieuses polonaises de la congrégation s'y installent.

## Abbatiale

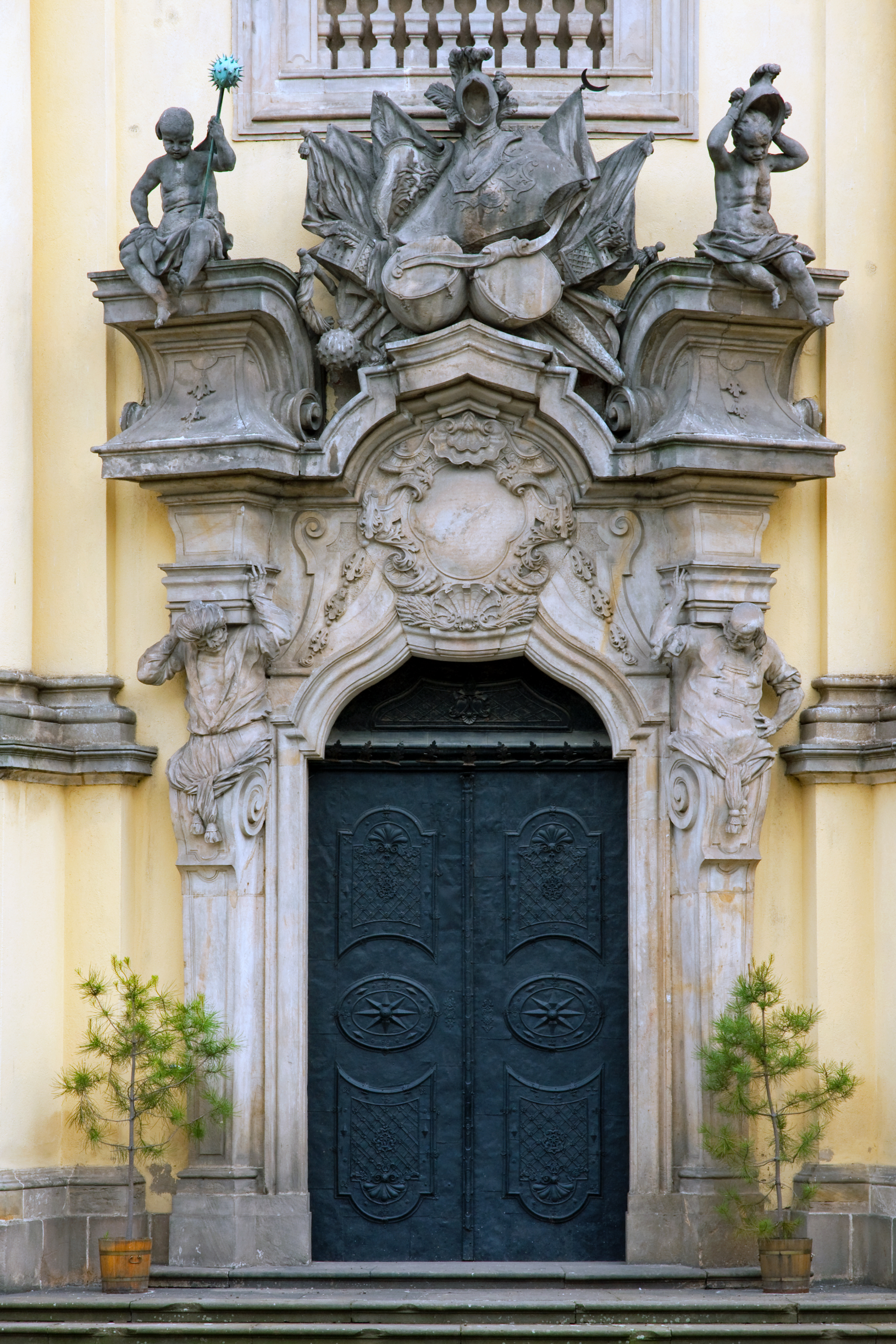
Porte baroque de l'abbaye.

L'abbatiale est érigée en 1203-1241 en style roman et consacrée en 1219. Elle est reconstruite en 1741-1789 en style baroque. Des artistes réputés prennent part à son réaménagement, comme le sculpteur Franz Joseph Mangoldt, les peintres Michael Willmann et Felix Anton Scheffler. Christian Philipp Bentum est l'auteur du tableau du maître-autel représentant l'Assomption de la Bienheureuse Vierge Marie.
L'orgue datant de 1903 est de Hans Poelzig.
Devant le maître-autel se trouve le double tombeau du duc Henri le Barbu et du grand-maître de l'Ordre Teutonique, Konrad von Feuchtwangen, mort en 1296. Il date de la seconde moitié du XVIIe siècle.
L'église est élevée au rang de basilique mineure en 1943, et à celui de sanctuaire international.

### Tombeau d'Edwige de Silésie
Devenue veuve, Edwige passe le restant de ses jours à l'abbaye. Elle y meurt en 1243. Canonisée en 1267, sa dépouille est exhumée et placée dans l'abside sud de l'église qui est agrandie par la suite en une chapelle que son petit-fils, Ladislas évêque de Salzbourg, fait construire.
En 1679-1680, un nouveau tombeau est érigé, celui que l'on trouve aujourd'hui. La duchesse Charlotte de Brieg (de) (1652-1707), dernière descendante des Piast, est enterrée à côté.